# Punciuta
Punciuta è un termine in siciliano che significa puntura e dà il nome al rito di iniziazione per i membri di Cosa nostra.

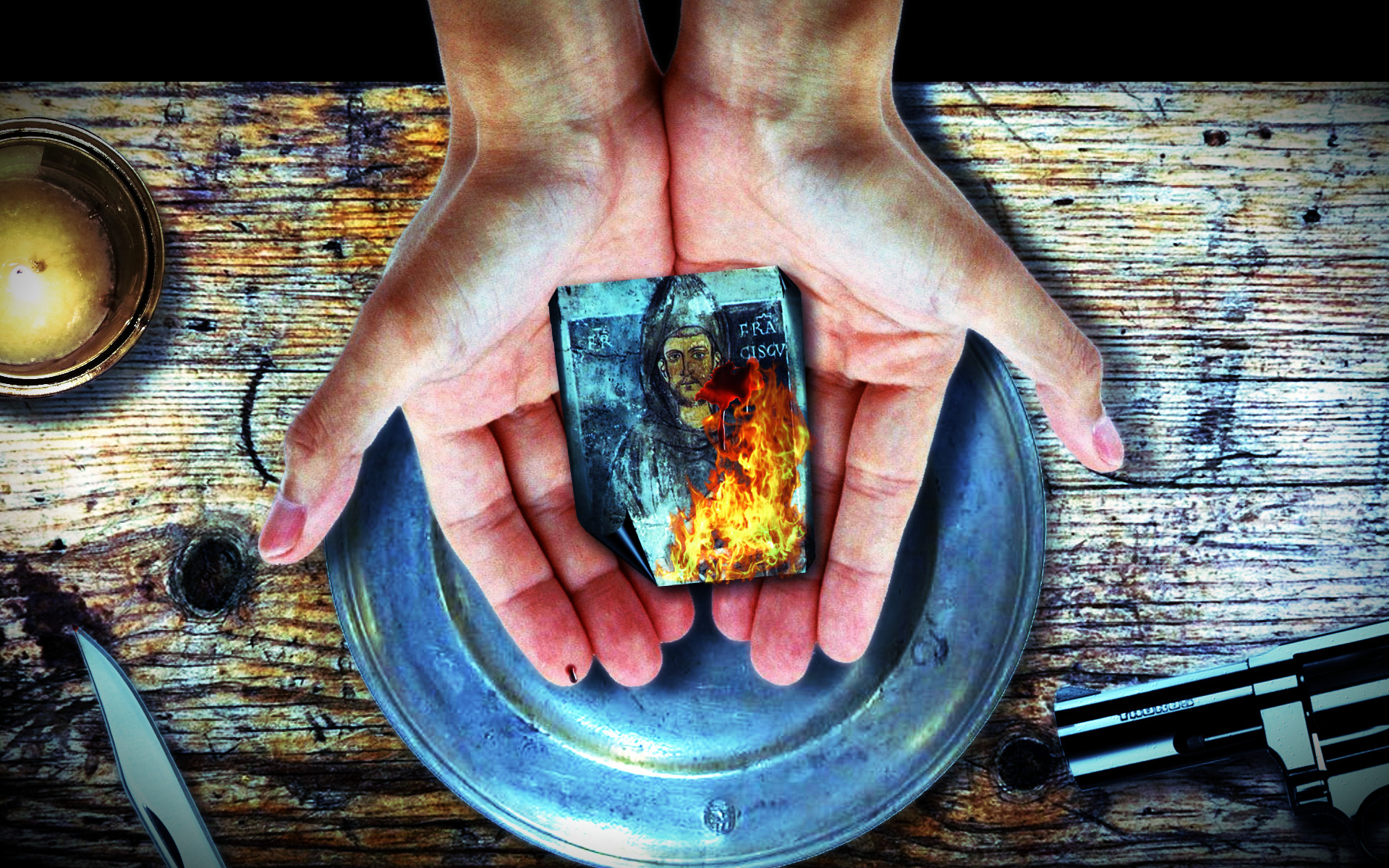
Ricostruzione fotografica del rituale della bruciatura.

## Il rito
La persona che vuole entrare a far parte della famiglia viene condotta in una stanza alla presenza di tutti i componenti della Famiglia locale in riunione. Uno dei momenti chiave, da cui la cerimonia prende il nome, è la puntura dell'indice della mano (quella che l'iniziato utilizza per sparare) con una spina di arancio amaro o, a seconda del clan mafioso, con un'apposita spilla d'oro.
Il sangue fuoriuscito viene usato per imbrattare un'immaginetta sacra a cui in seguito viene dato fuoco mentre il nuovo affiliato la tiene tra le mani e pronuncia un giuramento solenne: "giuro di essere fedele a cosa nostra. Possa la mia carne bruciare come questo santino se non manterrò fede al giuramento".
Successivamente, vengono ricordati al nuovo affiliato gli obblighi che dovranno essere rigorosamente rispettati: non desiderare la donna di altri uomini d'onore; non rubare agli altri affiliati; non sfruttare la prostituzione; non uccidere altri uomini d'onore, salvo in caso di assoluta necessità; evitare la delazione alla polizia; mantenere con gli estranei il silenzio assoluto su Cosa Nostra; non presentarsi mai da soli ad un altro uomo d'onore estraneo, poiché è necessaria la presentazione rituale da parte di un terzo uomo d'onore che conosca entrambi e garantisca la rispettiva appartenenza a Cosa Nostra.
Non sono contemplate prassi per uscire dal vincolo mafioso se non con la morte.

## Evoluzione storica
La descrizione più antica del rituale della "punciuta" si trova in un rapporto giudiziario della questura di Palermo risalente al febbraio 1876.
Alla fine degli anni novanta alcuni analisti hanno ipotizzato che la mafia abbia scelto di ripensare i propri principi fondanti tendendo a far coincidere la struttura criminale primaria con la famiglia naturale e pertanto, per riconoscere gli affiliati, è sufficiente il solo legame di sangue senza necessità della punciuta.
Tuttavia il ritrovamento della formula del giuramento e l'elenco delle regole da rispettare nel covo dei latitanti Salvatore e Sandro Lo Piccolo nel novembre 2007 nonché le indagini degli organi inquirenti e le recenti dichiarazioni dei collaboratori di giustizia Gaspare Pulizzi, Manuel Pasta e Sergio Flamia hanno dimostrato che il tradizionale rito della punciuta persiste ancora oggi.

Come scrissero nel 2019 gli inquirenti a seguito di un'operazione antimafia nei confronti di presunti fiancheggiatori di Matteo Messina Denaro, il rituale di affiliazione a Cosa Nostra